# Giostra della Quintana
Pour les articles homonymes, voir Quintana.

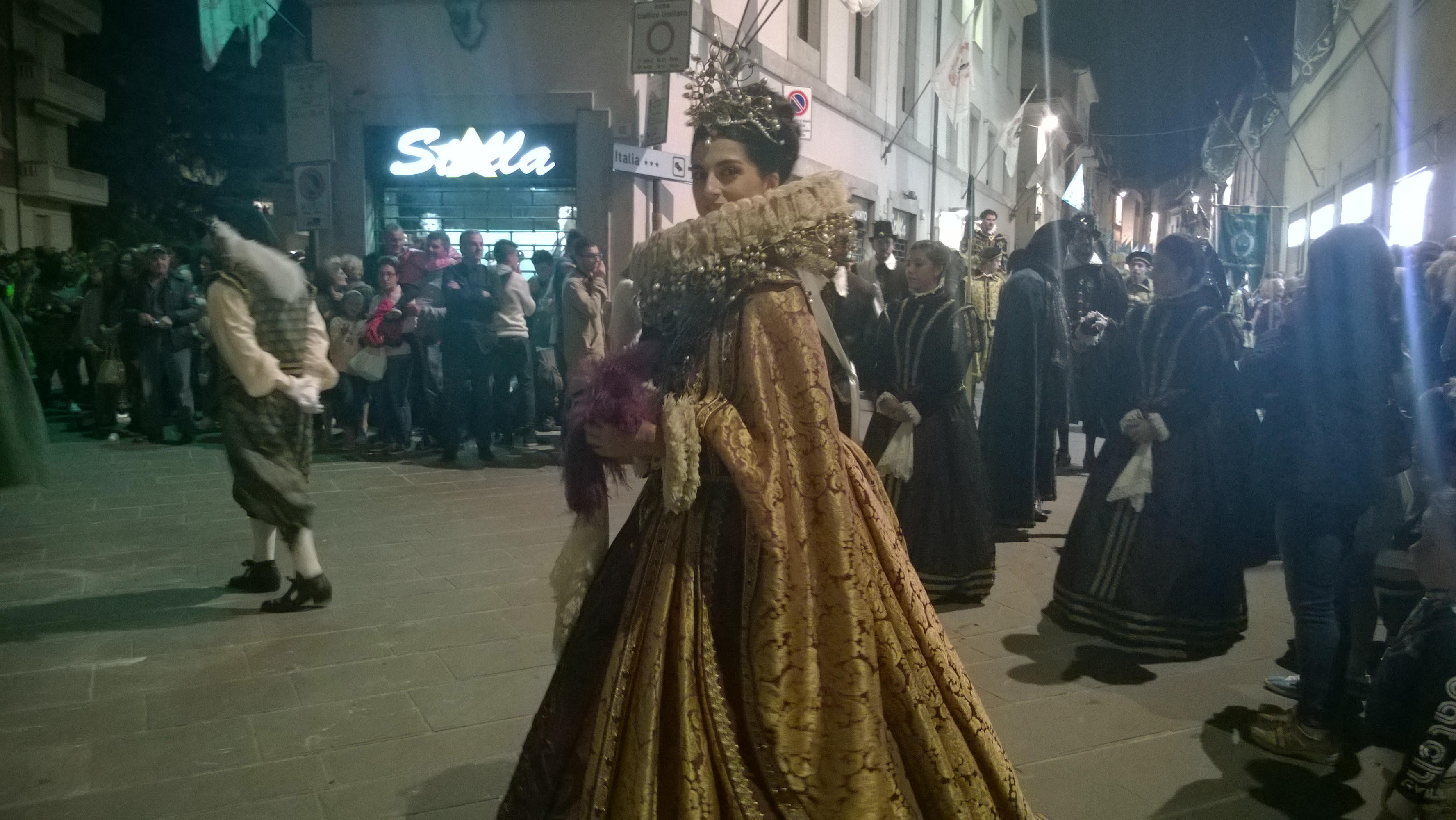
Cortège de dames.

La Giostra della Quintana (Joute de la Quintaine) est une fête populaire annuelle se déroulant le troisième dimanche de juin et la revanche le deuxième dimanche de septembre à Foligno dans la province de Pérouse en Ombrie. 

## Origine
La dénomination Quintana est issue du nom de la voie romaine servant à l’entraînement des soldats. Armés de lance, ceux-ci se lançaient sur un pantin en tentant d'enfiler l'anneau suspendu à l'une de ses mains. 
Le premier témoignage documenté de l'évènement remonte à l'an 1448.
En 1613, les Prieurs ajoutèrent la Quintana aux fêtes carnavalesques en rédigeant le protocole et les règles encore appliquées de nos jours. Des nobles chevaliers s'affrontaient afin de décider si un chevalier d'honneur devait être fidèle à son prince ou à sa dame
Cette joute avait pour rôle d'attribuer des titres honorifiques aux cavaliers.
Lors des siècles passés, ces spectacles étaient prétexte pour la mise en œuvre d'une propagande politique en faveur d'une famille ou d'une caste sociale.

## La Giostra della Quintana
L’organisation et la direction de l’évènement est assuré par l' Association autonome de la Quintana.
Le Giostra principale (Joute du Défi) se déroule le troisième dimanche de juin et la revanche (Joute de la Revanche) le deuxième dimanche de septembre. Dans les deux cas le protocole reste le même.
Pendant les journées de fête, on peut assister à de nombreux spectacles de musique et de danses baroques, d'évocations historiques et culturelles et le soir à des scènes de la Renaissance.  Dans les rues et les vieux palais de l'ancienne ville des tavernes  proposent des plats de la tradition ombrienne et du XVIIe siècle. 

### Le cortège
Le tournoi proprement dit, est précédé la veille par un cortège historique (annoncé par le roulement de tambourins), au premier rang duquel on retrouve la junte communale suivie du maître de cérémonie, du porte drapeau, des juges de champ et des soldats de la commune.
Un cortège composé par plus de 600 figurants en habits d'époque des premières années du XVIIe siècle (vassaux, notables, dames de cour, cavaliers, manieurs d'étendards), parcourt les rues de Foligno.
Les costumes de la Renaissance sont caractérisés par les échelles chromatiques, les cols rigides et dentelés, et les amples manteaux drapés sur l'épaule, tombant sur le bras, ainsi que du linge en tissu de soie, de velours orné de dentelles aux formes géométriques.

### Le Tournoi
Le tournoi a été réactive en 1946. Pendant le palio, les cavaliers représentants les 10 Rioni (quartiers) qui sont Ammanniti, Badia, Cassero, Contrastanga, Croce Bianca, Giotti, La Mora, Morlupo, Pugilli, Spada, concourent afin de ramener la victoire à leur quartier. Lancé au galop, chaque cavalier en selle à un cheval dressé pour l'occasion, doit parcourir une distance de 754 m et enfiler à l'aide d'une lance une série d'anneaux qui au fur et à mesure des tours ont un diamètre toujours plus petit.
Ceux-ci sont accrochés à la main droite d'un pantin qui tient dans la main gauche un écu portant les insignes de la ville (un lys et une croix). Pivotant sur lui-même, celui-ci est en noyer massif du XVIIe siècle et représente le dieu Mars.  
Le tournoi se résume en neuf assauts (3 manches de trois assauts), chaque cavalier passant à tour de rôle d'après un tirage au sort effectué devant les juges et le maître de cérémonie. 
Pour chaque manche, le diamètre des anneaux est de 10 cm pour le premier assaut et de 8 cm et 6 cm pour les deux suivants. 
Pour la joute, chaque cavalier coisit un nom d'emprunt.
- Le Gagliardo court pour le rione Ammanniti.
- L’ Ardito pour le rione Badia.
- Le Pertinace pour le Cassero.
- Le Furente pour Contrastanga.
- Le Fedele pour Croce Bianca.
- L' Animoso pour Giotti.
- Le Generoso pour La Mora.
- Le Baldo pour Morlupo.
- Le Moro pour Pugilli.
- L’ Audace pour Spada.

Le chevalier qui au cours de son assaut obtient dans le temps le plus court le plus bas score de pénalités remporte le prix (un drap en tissu peint par un artiste de renom appelé Palio). Ce trophée est exposé et conservé au siège du Rione, avec ceux remportés lors des éditions précédentes.
Des défilés, bals, dégustations de produits locaux perdurent tard dans la nuit.
Dans de vieux palais de la ville, dans des tavernes caractéristiques on peut déguster des plats de la cuisine ombrienne et du XVIIe siècle.

## Sources
- Site commune de Foligno